# Giraldus Cambrensis
Giraldus Cambrensis (c. 1146-c. 1223), también conocido como Gerallt Gymro en galés o Gerald de Barri, en inglés, archidiácono de Brecon, fue un clérigo e historiador medieval cambro-normando. Nacido en torno a 1146 en el castillo Manorbier, en Pembrokeshire, Gales, por sus venas corría sangre normanda y galesa, siendo su nombre de pila Gerald de Barri.

## Biografía

### Primeros años
Gerald era hijo de Gillaume de Barry (o Barri), uno de los barones anglonormandos de Gales más poderosos de la época. Era sobrino por línea materna de David FitzGerald, obispo de Saint David, y nieto de Gerald de Windsor (alias FitzWalter), Condestable de Pembroke Castle y Nest ferch Rhys, hija del príncipe de Rhys ap Tewdwr.
Gerald recibió su educación eclesiástica en Gloucester, de donde pasó a París, hasta el año 1172, fecha en que retornó a Gran Bretaña. En esas fechas fue empleado por Richard de Dover, arzobispo de Canterbury en varias misiones eclesiásticas en Gales, donde destacó en su empeño por corregir los abusos entonces frecuentes en la iglesia galesa. Fue nombrado archidiácono de Brecon, con residencia en Llanddew. A la muerte de su tío en 1176, el cabildo consideró a Giraldus como el hombre más apropiado para resistir las continuas presiones del Arzobispo de Caterbury y propuso su nombramiento a Enrique II. El rey rechazó a Giraldus, posiblemente por su sangre galesa, en favor de uno de sus candidatos normandos Peter de Leia; el cabildo acató la decisión, y Giraldus, descontento con el resultado, se retiró a la Universidad de París, donde alcanzó el título de doctor. Según Giraldus, el rey dijo en ese momento: "No es necesario ni oportuno para el rey o el Arzobispo de Canterbury, que un hombre de gran honestidad o vigor se convierta en Obispo de Saint David, porque la Corona y Canterbury sufrirían por ello. Tal nombramiento sólo daría fuerzas a los galeses y excitaría su orgullo". En 1180, Giraldus regresó a Gales y recibió el nombramiento de Obispo de Saint David, al que pronto renunció por la corrupción existente.

### Miembro de la corte. Viajes por Gales e Irlanda
En 1184 pasó a ocupar los cargos de secretario y capellán real, mediando entre la corona y el príncipe Rhys ap Gruffydd. En 1185 fue elegido para acompañar a uno de los hijos del rey, el futuro Juan I de Inglaterra en la primera expedición del príncipe a Irlanda. Este fue el catalizador para su carrera literaria; el relato de este primer viaje fue publicado con el título de Topographia Hibernica (1188), al que siguió poco después un relato de la conquista de Irlanda por Enrique II de Inglaterra, la Expugnatio Hibernica, en la que jugaron un importante papel sus tíos maternos Robert FitzStephen y Raymond FitzGerald. Su relato, lleno de racismo anti-irlandés, describe a los irlandeses como bárbaros, pero ofrece una interesante perspectiva del punto de vista de los normandos sobre la invasión y sobre Irlanda.
Tras demostrar su valía, Gerald fue seleccionado para acompañar al Arzobispo de Canterbury, Balduino de Exeter en una visita por Gales en 1188, al objeto de reclutar voluntarios para la Tercera Cruzada. Al relato de ese viaje, el “Itinerarium Cambriae” (1191), le siguió, en 1194 “Descriptio Cambriae”. Sus dos trabajos sobre Gales constituyen documentos históricos realmente valiosos, significativos por sus descripciones –aunque poco fidedignos e ideológicamente sesgados- de las culturas galesa y normanda. Como secretario real, Gerald fue testigo de excepción de importantes eventos políticos.
Recibió ofertas para convertirse en obispo de Wexford y Leighlin, y, arzobispo de Cashel. También se le propuso ocupar la sede arzobispal de Bangor, en Gales, y, en 1191, la de Llandaff. Sin embargo, Giraldus las rechazó todas.
Retirado del servicio real, vivió en Lincoln entre 1196 y 1198. De este periodo data posiblemente la primera versión de De instructione principis, donde se critica frecuentemente el gobierno de la dinastía Angevina. Este libro, que constituye una valiosa fuente de información sobre los sucesos de la época, tuvo gran influencia, extendiendo, por ejemplo, la leyenda de la traición de Mac Alpin.

### La batalla por el arzobispado de San David
A la muerte de Peter de Leia en 1198, el cabildo de San David propone nuevamente a Giraldo para el obispado, pero Hubert Walter, arzobispo de Canterbury, se niega a confirmarlo. Representantes de la iglesia siguen a Ricardo I a Francia con la intención de entrevistarse con él, pero el rey muere antes de que puedan someter la cuestión a su decisión; su sucesor, el rey Juan, les recibe amablemente y les concede permiso para celebrar una votación. El resultado es unánime a favor de Giraldus, que va a actuar como Obispo electo durante los siguientes cuatro años, pese a que Hubert sigue negándose a confirmarle. Giraldus parte entonces hacia Roma, donde se entrevista con Inocencio III para tratar de conseguir su confirmación. Visita la ciudad eterna en tres ocasiones (1199-1200, 1201 y 1202-1203) en defensa de sus alegaciones. Sin embargo, el arzobispo mueve sus hilos, y sus agentes en Roma consiguen echar por tierra el caso de Giraldus.
Gerald reivindicaba, no sólo su propia causa, sino también la constitución de San David como sede metropolitana arzobispal (con lo que tendría el mismo rango que Canterbury), continuando las reivindicaciones de Rhygyfarch y del obispo Bernardo. A raíz de estos acontecimientos, Gerald escribe sus libros De jure Menevensis Ecclesia y De Rebus a Se Gestis.
A su regreso a Gales, los príncipes Llywelyn el Grande y Gruffydd ap Rhys II se niegan a respaldar su causa, en tanto que el rey Juan, en frecuentes conflictos con los galeses abraza la causa del Arzobispo de Canterbury.
En 1202, Giraldus fue acusado de instigar a los galeses a la rebelión y sometido a juicio aunque, debido a la ausencia de los principales jueces, este no se llegó a celebrar. Tras una larga lucha, el cabido de San David abandona también a Giraldus, que se obligado a abandonar Gales y parte en secreto nuevamente a Roma.
En 1203, el papa Inocencio III nombra a Geoffrey de Henlaw para la sede de San David, pese a la denodada lucha de Giraldus. Este consigue reconciliarse con el rey, que incluso paga las costas de su elección, y recibe una pequeña pensión. Gerald mantuvo durante años que fue el miedo a las connotaciones políticas de su nombramiento lo que le apartó del puesto. Es famosa su carta a Inocencio III “¿Porque soy galés debo estar privado de toda pretensión en Gales? Según ese razonamiento, también lo debería estar un inglés en Inglaterra, un francés en Francia y un italiano en Italia. Pero yo desciendo de príncipes de gales y de Barones de las Marcas, y cuando veo una injusticia en cualquier raza, la detesto”. Tras esto, se resignó al puesto de archidiácono de Brecon, que ocuparía hasta su muerte.

### Últimos años
Se dedicó a partir de entonces a la vida académica, escribiendo principalmente obras de instrucción religiosa y de política. Pasó dos años (1204-1206) en Irlanda con sus parientes y realizó una cuarta visita a Roma, puramente de peregrinación en 1206.
La polémica con San David enfrió sus relaciones con la corona. En 1216, durante la primera guerra de los Barones apoyó un plan para situar a Luis VIII de Francia en el trono de Inglaterra. Murió en 1223, a los 77 años, posiblemente en Hereford y, según algunos testimonios, estaría enterrado en la catedral de San David.

## Escritos
La obra de Gerald de Barri está escrita en un latín de calidad, basada en un extenso conocimiento de los autores clásicos, y refleja las experiencias vividas en sus viajes, así como su gran conocimiento de las autoridades, siendo muy respetado como erudito tanto en su época como en los años posteriores.
El académico Edward Augustus Freeman dijo de él que era “el padre de la filología comparada” y, en el prólogo del último volumen de los trabajos de Giraldus en las Rolls Series, le califica como "uno de los más instruidos hombres de una edad instruida", y "erudito universal".
Fue un escritor prolífico, de ideas claras y cuyos trabajos, frecuentemente polémicos, incluían críticas demoledoras de sus enemigos, pero también mostraban una intensa curiosidad, tratando de registrar cualquier detalle valioso de la vida cotidiana en cuanto a etnografía y costumbres se refiere.
Hoy en día existe un acuerdo generalizado en que sus trabajos más señalados son los que tiene por tema Gales e Irlanda, especialmente “Itinerarium Cambriae” y “Descriptio Cambria”, que tan bien describen la historia y geografía galesa, y que reflejan la relación entre galeses e ingleses. Gerald, pese a su sueño de una iglesia galesa independiente y su admiración por la vida galesa, se mostró en todo momento leal al gobierno normando, considerando a los normandos más civilizados que a los galeses, un sentimiento reflejado en sus escritos.
El profesor Davies nos cuenta que Giraldus "un admirable narrador de historias", es la única fuente acerca de algunos de los más famosos cuentos del folclore galés, incluyendo la afirmación del viejo de Pencader a Enrique II, con la que concluye la "Descriptio Cambriae":
Esta nación. O rey, puede que sea ahora, como lo fue en otros tiempos, atormentada, y, en gran medida debilitada y destruida por ti y por otros poderes, y eso prevalecerá por sus laudables esfuerzos, pero la rabia del hombre no podrá someterla totalmente, a menos que también intervenga la ira divina.
También escribió, acerca de los galeses que "si fueran inseparables, serían insuperables" y que, a diferencia de los mercenarios ingleses, que luchaban por poder o dinero, los patriotas galeses luchaban por su país.